# Moran Mazor
Moran Mazor (en hebreo: מורן מזור; nacida el 17 de mayo de 1991 en Jolón), es una cantante israelí. Saltó a la fama al ganar la primera temporada del reality show israelí "Eyal Golan te llama" (אייל גולן קורא לך) en 2011. En 2013, Mazor ganó el concurso nacional Kdam Eurovision 2013, por lo que representó a Israel en el Festival de la Canción de Eurovisión 2013 con la canción "Rak bishvilo", aunque no pasó a la final.